# DSA-521
La DSA-521 es una carretera perteneciente a la Red Secundaria de la Diputación Provincial de Salamanca que une las carreteras DSA-520 y SA-300.
También pasa por las localidades de Zarapicos y Baños de Ledesma.

## Recorrido
La carretera DSA-521 tiene su origen en Parada de Arriba en la intersección con la carretera DSA-520, y termina en la intersección con la carretera SA-300 en Juzbado, formando parte de la Red de carreteras de Salamanca.
| Parada de Arriba (Intersección con ) - Juzbado (Intersección con ) | Parada de Arriba (Intersección con ) - Juzbado (Intersección con ) | Parada de Arriba (Intersección con ) - Juzbado (Intersección con ) | Parada de Arriba (Intersección con ) - Juzbado (Intersección con ) | Parada de Arriba (Intersección con ) - Juzbado (Intersección con ) | Parada de Arriba (Intersección con ) - Juzbado (Intersección con ) | Parada de Arriba (Intersección con ) - Juzbado (Intersección con ) | Parada de Arriba (Intersección con ) - Juzbado (Intersección con ) | Parada de Arriba (Intersección con ) - Juzbado (Intersección con ) | Parada de Arriba (Intersección con ) - Juzbado (Intersección con ) | Parada de Arriba (Intersección con ) - Juzbado (Intersección con ) |
| Esquema                                                            | PK                                                                 | Sentido Juzbado                                                    | Sentido Juzbado                                                    | Sentido Juzbado                                                    | Sentido Juzbado                                                    | Sentido Parada de Arriba                                           | Sentido Parada de Arriba                                           | Sentido Parada de Arriba                                           | Sentido Parada de Arriba                                           | Incidencias                                                        |
| Esquema                                                            | PK                                                                 | Velocidad                                                          | Elemento                                                           | Salida                                                             | Salida                                                             | Salida                                                             | Salida                                                             | Elemento                                                           | Velocidad                                                          | Incidencias                                                        |
| Esquema                                                            | PK                                                                 | Velocidad                                                          | Elemento                                                           | Dir.                                                               | Nombre                                                             | Nombre                                                             | Dir.                                                               | Elemento                                                           | Velocidad                                                          | Incidencias                                                        |
| ------------------------------------------------------------------ | ------------------------------------------------------------------ | ------------------------------------------------------------------ | ------------------------------------------------------------------ | ------------------------------------------------------------------ | ------------------------------------------------------------------ | ------------------------------------------------------------------ | ------------------------------------------------------------------ | ------------------------------------------------------------------ | ------------------------------------------------------------------ | ------------------------------------------------------------------ |
|                                                                    | 0,0                                                                |                                                                    |                                                                    | San Pedro del Valle                                                | San Pedro del Valle                                                | San Pedro del Valle                                                |                                                                    |                                                                    |                                                                    |                                                                    |
| Parada de Arriba Salamanca                                         | 0,0                                                                |                                                                    |                                                                    |                                                                    |                                                                    |                                                                    |                                                                    |                                                                    |                                                                    |                                                                    |
|                                                                    | 5,8                                                                |                                                                    |                                                                    | ZARAPICOS                                                          | ZARAPICOS                                                          | ZARAPICOS                                                          | ZARAPICOS                                                          |                                                                    |                                                                    |                                                                    |
|                                                                    | 6,3                                                                |                                                                    |                                                                    | ZARAPICOS                                                          | ZARAPICOS                                                          | ZARAPICOS                                                          | ZARAPICOS                                                          |                                                                    |                                                                    |                                                                    |
|                                                                    | 7,6                                                                |                                                                    |                                                                    |                                                                    | Carrascal de Velambélez                                            | Carrascal de Velambélez                                            |                                                                    |                                                                    |                                                                    |                                                                    |
|                                                                    | 7,6                                                                | San Pedro del Valle                                                |                                                                    |                                                                    |                                                                    |                                                                    |                                                                    |                                                                    |                                                                    |                                                                    |
|                                                                    | 12,3                                                               |                                                                    |                                                                    | Espino de los Doctores                                             | Espino de los Doctores                                             | Espino de los Doctores                                             | Espino de los Doctores                                             |                                                                    |                                                                    |                                                                    |
|                                                                    | 12,5                                                               |                                                                    |                                                                    | BAÑOS DE LEDESMA                                                   | BAÑOS DE LEDESMA                                                   | BAÑOS DE LEDESMA                                                   | BAÑOS DE LEDESMA                                                   |                                                                    |                                                                    |                                                                    |
|                                                                    | 13,3                                                               |                                                                    |                                                                    | Río Tormes                                                         | Río Tormes                                                         | Río Tormes                                                         | Río Tormes                                                         |                                                                    |                                                                    |                                                                    |
|                                                                    | 13,5                                                               |                                                                    |                                                                    | BAÑOS DE LEDESMA                                                   | BAÑOS DE LEDESMA                                                   | BAÑOS DE LEDESMA                                                   | BAÑOS DE LEDESMA                                                   |                                                                    |                                                                    |                                                                    |
|                                                                    | 14,400                                                             |                                                                    |                                                                    |                                                                    | Juzbado Salamanca                                                  | Juzbado Salamanca                                                  | Juzbado Salamanca                                                  |                                                                    |                                                                    |                                                                    |
|                                                                    | 14,400                                                             | Ledesma                                                            |                                                                    |                                                                    |                                                                    |                                                                    |                                                                    |                                                                    |                                                                    |                                                                    |